# Palha Carga
Palha Carga és una vila a l'oest de l'illa de Santiago a l'arxipèlag de Cap Verd. Està situada a 4 kilòmetres al sud-oest d'Assomada.